# Coronas nobiliarias

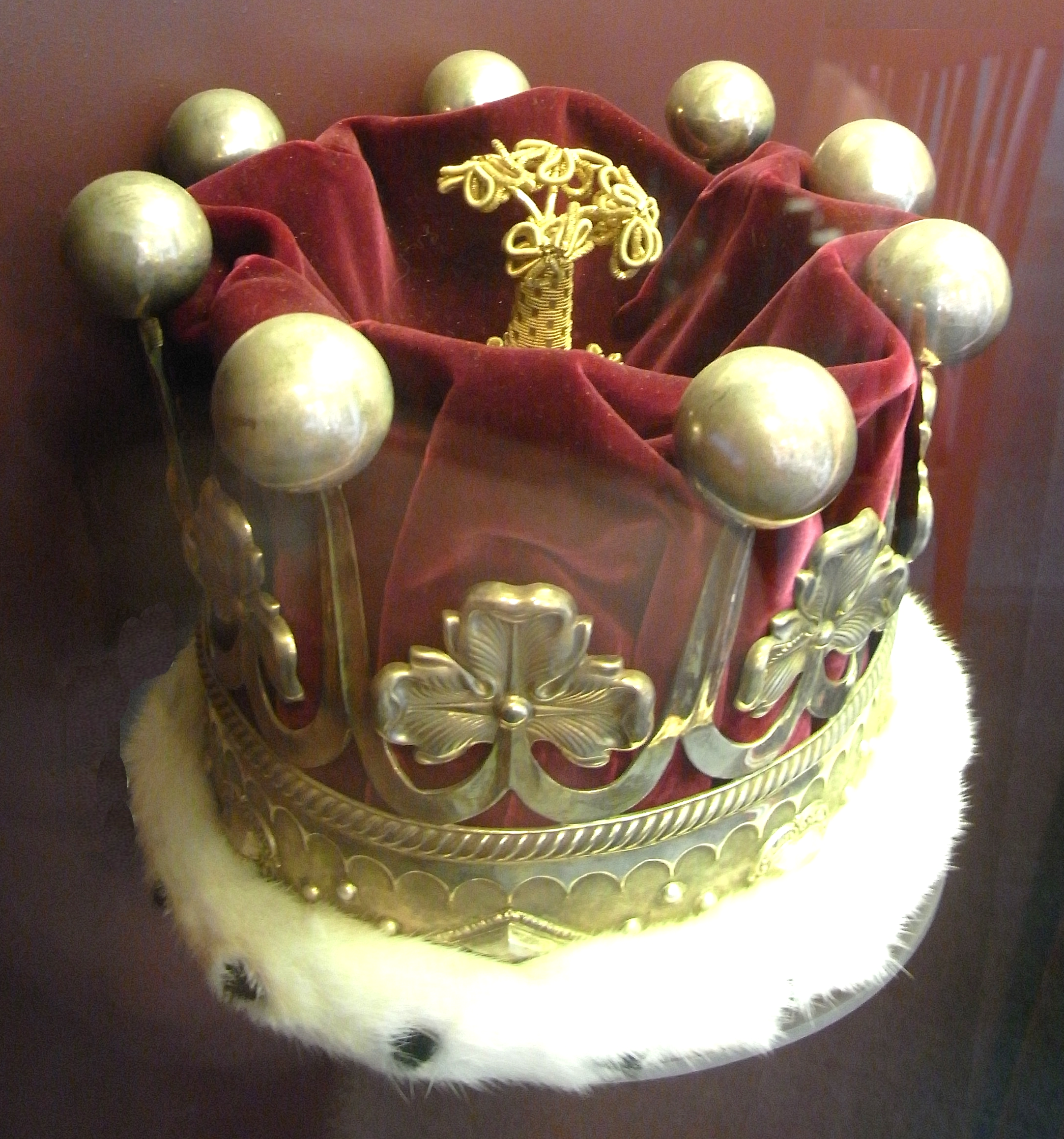
Coronet de un "earl" (conde) (tal como lo usó el 17.º conde de Devon en la coronación de Isabel II del Reino Unido, ahora en exhibición en el castillo de Powderham)

En heráldica, una corona nobiliaria es un símbolo que marca y visibiliza el rango de los miembros de la nobleza, como institución vinculada a la monarquía. En inglés se usa el término "coronet" para denominar a todas aquellas coronas que no corresponden a los reyes reinantes. En el resto de idiomas, todas las coronas se denominan con un único término, independientemente del rango nobiliario al que corresponden (en alemán: Krone, en neerlandés: Kroon, en sueco: Krona, en francés: Couronne, o en italiano: Corona). En este contexto, el término inglés coronet es puramente técnico, y se aplica a todas las imágenes heráldicas de coronas no utilizadas por un soberano. En consecuencia, se trata de una nomenclatura de corona reservada para la nobleza del Reino Unido: duques, marqueses, condes, vizcondes y barones.
El diseño y los atributos específicos de las coronas nobiliarias indican la jerarquía y el rango de su propietario. La nobleza británica usa ciertas coronas físicas en raras ocasiones ceremoniales, como la coronación del monarca. Estas coronas también se representan frecuentemente en heráldica, y se denominan «coronas de rango» en el lenguaje heráldico. Su forma varía según el rango nobiliario del portador, según modelos establecidos en el siglo XVI. Representaciones similares de coronas de rango (en alemán: Rangkronen) se utilizan en la heráldica del resto de Europa, pero nunca se han fabricado tocados físicos que las imiten.
Debido a la extrema rareza de las ocasiones en que se usan coronas de pares (a veces pasan más de cincuenta años antes de una nueva coronación y ocasión para usar coronas físicas), el uso práctico del término «corona» hoy en día se limita casi exclusivamente a coronas pictóricas y a títulos nobiliarios en heráldica, que adornan un blasón. De hecho, la inmensa mayoría de las personas con derecho a usar una corona nunca encargan una. La representación de coronas o diademas comunes en heráldica, en lugar de coronas nobiliarias (incluyendo distintos tipos de coronas de cimera que a veces se colocan bajo la cimera), no se limita a la nobleza y a menudo se muestran en la heráldica fuera del rango nobiliario.

## Etimología
La palabra inglesa "coronet" proviene del francés antiguo «coronete», un diminutivo de «co(u)ronne» (corona), que a su vez proviene del latín corona y del griego κορώνη (korōnē).
Tradicionalmente, este tipo de tocado es usado por los nobles y por los miembros de la realeza en sus escudos de armas. Dado que una corona muestra el rango de un noble, en alemán y en las lenguas escandinavas también existe el término «rangkrone» (literalmente «corona de rango»).

## Uso en el Reino Unido y en la Commonwealth

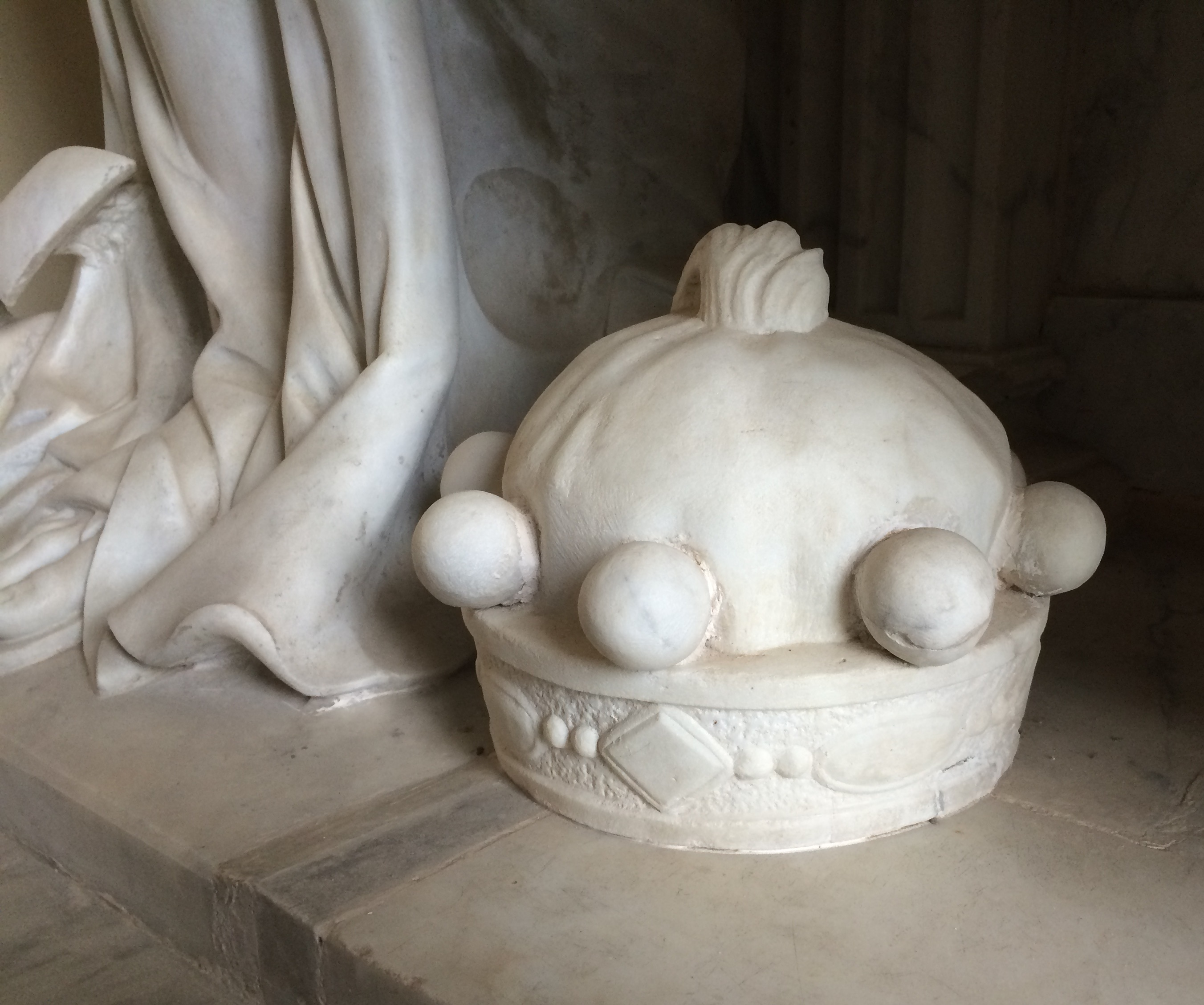
Representación de una corona de barón en un monumento funerario del siglo XVII

### Uso de la realeza
Los miembros de la familia real británica suelen exhibir coronas en sus escudos de armas y pueden llevarlas en las coronaciones (por ejemplo, las princesas Isabel y Margarita en la coronación de su padre en 1937 como rey Jorge VI del Reino Unido). Dichas coronas se confeccionaron según las regulaciones instituidas por el rey Carlos II en 1661, poco después de su regreso del exilio en Francia (para familiarizarse con el suntuoso estilo de la corte de Luis XIV, que ese año había comenzado las monumentales obras del Palacio de Versalles). Varían según la relación del individuo con el monarca. Ocasionalmente, otras órdenes reales pueden modificar los diseños para cada individuo.
La orden real más reciente (y más completa) relativa a las coronas fue la de Jorge V, emitida el 19 de noviembre de 1917. La corona del heredero natural británico es distintiva en sí misma, ya que presenta un solo arco con globo terráqueo y cruz. Carlos III optó por que no se usaran coronas en su ceremonia de coronación de 2023, tanto para los miembros de la familia real como para los pares, pero no se abolió la tradición.

### Uso por los pares
En el Reino Unido, un par tradicionalmente lleva corona solo en una ocasión: en una coronación real, cuando se usan junto con las túnicas de coronación, igualmente estandarizadas como uniforme de lujo. Sin embargo, para la coronación de Carlos III en 2023, por recomendación del gobierno, el rey prohibió el uso de coronas a los pares invitados, excepto a quienes desempeñaban funciones ceremoniales específicas.
Entra la nobleza del Reino Unido, el diseño de una corona muestra el rango de su portador, al igual que en las tradiciones heráldicas alemana, francesa y de otras partes. Los duques fueron los primeros en estar autorizados a usar coronas. Los marqueses adquirieron coronas en el siglo XV, los condes en el XVI, y luego los vizcondes y barones en el XVII. Hasta que los barones recibieron coronas en 1661, las coronas de condes, marqueses y duques contaban con grabados, mientras que las de los vizcondes eran lisas. Sin embargo, después de 1661, las coronas de los vizcondes pasaron a ser grabadas, mientras que las coronas de los barones eran lisas. Estas coronas no pueden llevar piedras preciosas ni semipreciosas. Dado que las personas con derecho a llevar una corona suelen mostrarla en su blasón, encima del escudo y debajo del yelmo y la cimera, esto puede proporcionar una pista útil sobre el propietario de un escudo de armas determinado.

### Tabla de clasificación de coronas nobiliarias
| Imagen                   | Detalles |
| Príncipes y princesas    | Príncipes y princesas |
| ------------------------ | --- |
|                          | Heredero al trono Usada por el príncipe heredero. |
|                          | Hijo de un soberano Una corona de cruces y flores de lis. |
|                          | Hijo de un heredero Una corona de cruces, hojas de fresa y flores de lis. |
|                          | Hijo de un hijo de un soberano Una corona de cruces y hojas de fresa. |
|                          | Hijo de una hija de un soberano Una corona de hojas de fresa y flores de lis. |
| Pares (no de la realeza) | |
|                          | Duque o Duquesa Un círculo de plata dorada, cincelado como si estuviera enjoyado, pero no realmente con gemas, con ocho hojas de fresa, de las cuales cinco se ven en representaciones bidimensionales.                                |
|                          | Marqués o Marquesa Una corona de cuatro hojas de fresa y cuatro bolas de plata (llamadas "perlas", pero que en realidad no son perlas), ligeramente elevadas en puntas por encima del borde, de las que se ven tres hojas y dos bolas. |
|                          | Conde o Condesa Una corona de ocho hojas de fresa (cuatro visibles) y ocho "perlas" elevadas sobre peciolos, de las cuales cinco son visibles.                                                                                         |
|                          | Vizconde o Vizcondesa Una corona de dieciséis "perlas" tocándose entre sí, de las cuales se ven nueve en la representación. |
|                          | Barón o Baronesa, Lord o Lady del Parlamento Un sencillo círculo de plata dorada, con seis "perlas", de las cuales cuatro son visibles.                                                                                                |

### Uso municipal
Ciertos tipos de gobiernos locales tienen asignadas clases de coronas especiales.
| Imagen | Detalles |
| ------ | --- |
|        | Corona del Consejo Regional Escocés (1973–1996) Un círculo dorado ricamente cincelado del que salen cuatro hojas de cardo (una y dos mitades visibles).                                   |
|        | Corona del Consejo de las Islas de Escocia (1973–1996) Un círculo dorado ricamente cincelado del cual salen cuatro delfines, enfrentados dos a dos (dos visibles).                        |
|        | Corona de un Consejo de Distrito Escocés (1973-1996) Una corona ricamente cincelada de la que salen ocho cabezas de cardo (de las cuales son visibles tres y dos mitades).                |
|        | Corona de un Consejo Comunitario Escocés (1973-presente) Una corona ricamente cincelada de la que salen cuatro hojas de cardo (una y dos mitades visibles) y cuatro piñas (dos visibles). |

### Otros usos
En la heráldica canadiense, los descendientes de los lealistas tienen derecho a usar una corona militar a la lealtad (para los descendientes de miembros de regimientos leales) o una corona civil a la lealtad (para otros) en sus escudos de armas.

Oficial de armas inglés
Corona militar lealista (Canadá)
Corona civil lealista (Canadá)

## Clasificación de coronas nobiliarias de Bélgica
Estas son las coronas y coronas heráldicas tal como se utilizan actualmente en Bélgica. Anteriormente, los sistemas de las monarquías alemana (Sacro Imperio Romano Germánico), Países Bajos españoles y Países Bajos Austríacos, así como los del Primer Imperio francés y del Reino Unido de los Países Bajos, también se utilizaban en el actual territorio belga.

Rey
Príncipe heredero
Príncipe
Duque
Marqués
Conde
Vizconde
Barón
Caballero
Escudero y nobles sin título

## Clasificación de coronas nobiliarias de Dinamarca

Príncipe heredero o princesa heredera
Príncipes o princesas no herederos
Duque
Marqués
Conde
Barón
Cruz de nobleza

## Clasificación de coronas nobiliarias de España
En todo el mundo, la heráldica española ha utilizado estas coronas:

Príncipe o princesa heredero
Príncipe o princesa heredero (variante para los territorios españoles de la antigua Corona de Aragón)
Infante o Infanta (Príncipe o Princesa)
Infante o Infanta (Variante para los territorios españoles de la antigua Corona de Aragón)
Grandeza de España
Duque
Marqués
Conde
Vizconde
Barón
Señorío
Hidalgo
Oficial de armas español (Heraldo y Perseverante)

## Clasificación de coronas nobiliarias de Suecia

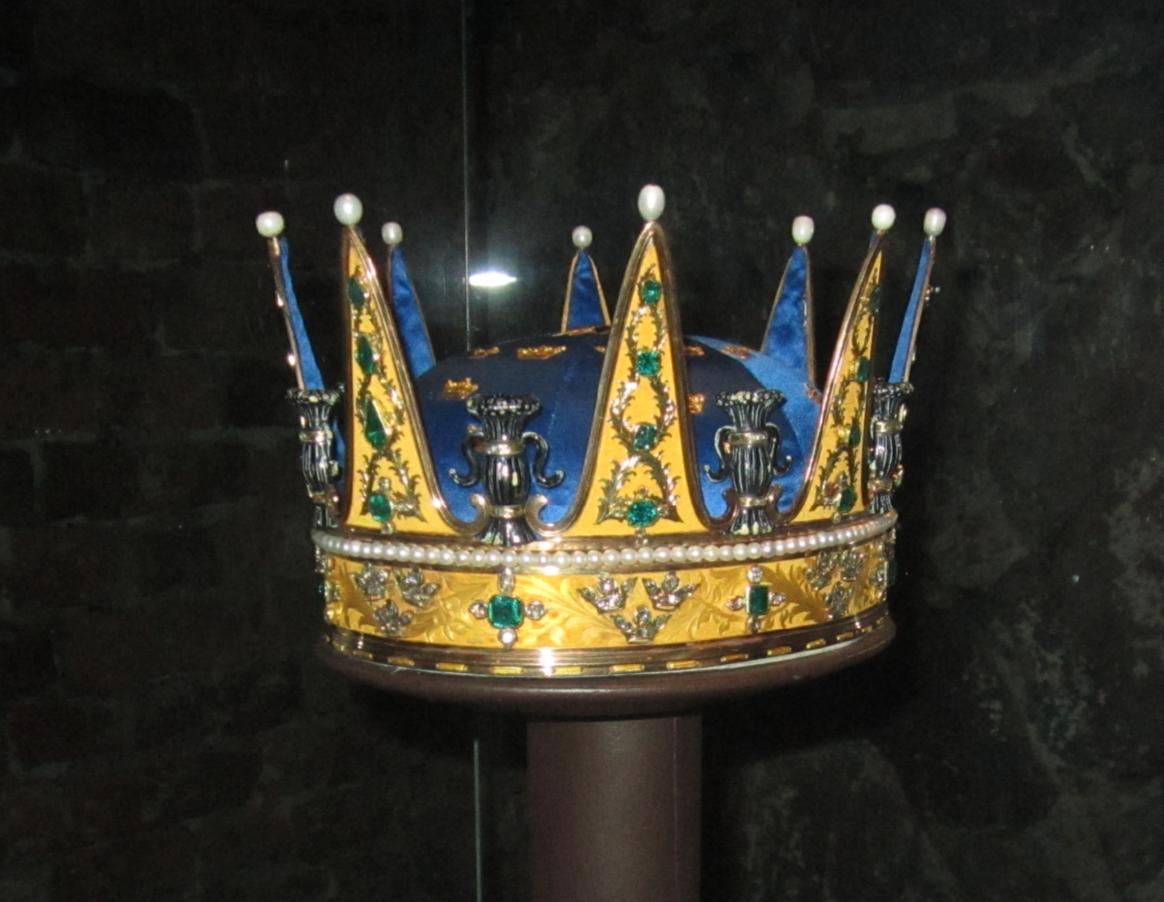
La corona de un duque sueco (siempre un príncipe sueco)

Príncipe o princesa heredero
Duque / Duquesa
Conde / Condesa
Barón / Baronesa
Corona de nobleza

## Antiguas monarquías

### Reino de Francia
La jerarquía entre la nobleza de Francia, que era idéntica a la jerarquía británica de pares para los títulos no reales, no debe entenderse como tan rígida en la clasificación de los titulares como esta última. En particular, un título no era un buen indicador de preeminencia o precedencia real: la ascendencia, los matrimonios, los altos cargos, el rango militar y el renombre histórico de la familia importaban mucho más que el título en sí. Algunas familias distinguidas ostentaban un título no superior al de conde o incluso barón, pero se enorgullecían de su antiguo origen. Además, la mayor parte de la nobleza carecía de título legal. Algunos títulos hereditarios podían ser adquiridos por un noble que adquiría un feudo "titulado", mientras que los "titres de courtoisie" (títulos de cortesía) se asumían libremente ante la ausencia de una regulación estricta por parte de la corona francesa y llegaron a ser más numerosos que los títulos legalmente otorgados. En los siglos XVII y XVIII, las personas asumían y usaban libremente coronas de rangos que no poseían, y, en los siglos XIX y XX, se seguía abusando de los títulos de cortesía. Los títulos continuaron otorgándose hasta la caída del Segundo Imperio en 1870, y se conservan legalmente entre sus descendientes.
El único título que nunca se usurpó bajo el ancien régime, y rara vez sin excusa posterior, fue el de «duc», ya que a menudo se asociaba al rango de Par de Francia, que conllevaba prerrogativas legales específicas, como el derecho a un escaño en el Parlamento de París. En consecuencia, el título de «duc» se encontraba, tanto nominal como de hecho, en la cima de la escala social, después de la familia real y los príncipes extranjeros, y muy por encima del resto de la nobleza. Durante el Antiguo Régimen, «príncipe» era un rango, no un título, por lo que no existía la corona.

Coronas francesas

- Rey (soberano): corona cerrada de flores de lis (la corona estuvo abierta hasta principios del siglo XVI).
- Dauphin (delfín o heredero): inicialmente una corona abierta de flores de lis. A partir del hijo de Enrique IV (1601-1610), la corona se cierra con delfines en lugar de arcos.
- Fils de France y Petit-fils de France (hijos y nietos de un soberano): corona abierta de flores de lis.
- Príncipe de sangre (descendientes por línea masculina de un nieto del soberano): originalmente una corona abierta que alternaba flores de lis y hojas de acanto (llamadas hojas de fresa en el blasón inglés), pero la corona abierta de flores de lis se usó en los siglos XVII y XVIII.
- Pair de France (par del reino): corona del título (generalmente duque) con un bonete de terciopelo azul, junto con un manto con armas (que reproduce las armas) con flecos de oro y forrado con armiño.
- Duc (duque): corona de hojas de acanto.
- Marquis (marqués): corona de hojas de acanto alternadas y grupos de tres perlas en trébol (o dos perlas juntas en algunas versiones).
- Comte (conde): corona de perlas.
- Vicomte (vizconde): corona de cuatro perlas grandes (tres visibles) alternadas con perlas más pequeñas.
- Vídamo (título francés peculiar, para los protectores de los bienes temporales de una diócesis): corona de cuatro cruces (tres visibles).
- Barón: yelmo de oro con un collar de pequeñas perlas.
- Chevalier (caballero): yelmo de oro.
- Ecuyer (escudero): yelmo.

Roi
Dauphin
Fils de France Petit-fils de France
Príncipe de sangre
Duc (par)
Duc
Marquis (par)
Marquis
Comte (par)
Comte
Comte (variante antigua)
Vicomte
Vídamo
Barón
Chevalier

### Sacro Imperio Romano Germánico
El Sacro Imperio Romano Germánico, y en consecuencia sus estados sucesores (Austria, Alemania y otros), tenían un sistema muy similar al británico, aunque el diseño variaba.
- «Herzogskrone»: la corona de un «Herzog» (duque) presenta cinco hojas visibles, con un bonete carmesí en la parte superior, coronado por cinco arcos visibles y un «orbe».
- «Fürstenkrone»: la corona de un «Fürst» (príncipe gobernante) presenta cinco hojas visibles, con un bonete carmesí en la parte superior, rematada por tres arcos visibles y un «globus cruciger».
- «Landgrafenkrone»: la corona de un «Landgraf» (landgrave) presenta cinco hojas visibles, rematada por tres arcos visibles y un «globus cruciger».
- «Grafenkrone»: la corona de un «Graf» (conde) presenta nueve puntas visibles con perlas. Algunas de las casas condales más antiguas utilizaban coronas con cinco hojas y cuatro perlas (algunos condados mediatizados y principados menores tenían otros tipos de coronas que los diferenciaban de los condes regulares).
- «Freiherrnkrone»: la corona de un Freiherr (barón) presenta siete puntas visibles con perlas.
- «Adelskrone»: la corona de los miembros de la Adel (nobleza sin título) presenta cinco puntas visibles con perlas. En ocasiones, las puntas centrales y exteriores son hojas, y las demás puntas están coronadas por perlas. En los estados del sur de Alemania como Baviera y Wurtemberg, generalmente todas las puntas están coronadas por perlas.

Herzogskrone
Fürstenkrone
Landgrafenkrone
Grafenkrone
Freiherrnkrone
Adelskrone

Considerando la naturaleza religiosa del Sacro Imperio Romano Germánico, se puede decir que, salvo los efímeros estados napoleónicos, ningún sistema heráldico secular continental históricamente estaba tan bien regulado como bajo la corona británica. Aun así, a menudo existen tradiciones (a menudo vinculadas al Sacro Imperio Romano Germánico, por ejemplo, las de Suecia, Dinamarca o Rusia) que incluyen el uso de coronas y tiaras. Si bien la mayoría de los idiomas no tienen un término específico como coronet, sino que simplemente usan la palabra que significa «corona».
Precisamente debido a la gran cantidad de tradiciones y a la mayor variación dentro de algunas de ellas, existe una gran variedad de tipos de coronas continentales. De hecho, también existen algunos tipos de coronas para cargos que no existen o que no dan derecho a una corona según la tradición de la Commonwealth. Un ejemplo de ello en la heráldica francesa (antigua, es decir, de la época real), donde las coronas de rango no se usaron antes del siglo XVI, es la de vídamo, cuya corona (ilustrada) es un círculo metálico montado con tres cruces visibles (no hay evidencia documental ni arqueológica de que tal corona se haya fabricado).
A menudo, las coronas se sustituyen por cascos o solo se llevan en el yelmo.

#### Monarquía austrohúngara
En el Imperio Austrohúngaro, las coronas solían otorgarse con armas, pero a veces no se otorgaba una corona.

Corona real
Archiduque
Herzog (Duque)
Fürst (Príncipe)
Graf (Conde)
Barón (pre-1862)
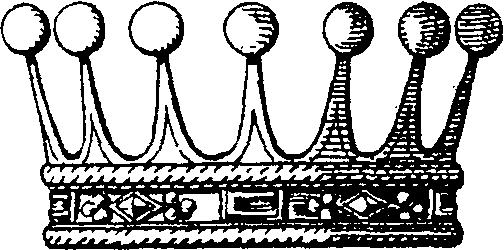
Barón (post-1862)
Noble

#### Reino de Portugal
Estas coronas de menor rango (en portugués: coronéis, singular: "coronel") y coronas (portugués: "coroas", singular: "coroa") se usaban en la heráldica portuguesa:

Corona real de Portugal
Príncipe o princesa heredero
Príncipe de Beira (Primogénito del heredero)
Infante
Duque
Marqués
Conde
Vizconde
Barón
Caballero / Fidalgo